# Йозеф Маркль
Йозеф Маркль (нім. Joseph Markl, ? — 1854 або 1855) — львівський архітектор епохи класицизму.

## Біографія
Німець за походженням. Освіту здобув у Відні. Тимчасово виконував обов'язки керівника Галицької дирекції будівництва. За його проектом збудована дзвіниця костелу святого Антонія (1818). Виконав проект будівництва будинку Мірів у Львові (1824). Спільно з Алоїзом Вондрашкою, під керівництвом Єжи Глоговського займався будівництвом львівської ратуші (1827–1835). На думку проф. Єжи Ковальчика, Йозеф Маркль спільно з Максом фон Крусом перебудовував колегію театинів у Львові для потреб військових казарм (після 1818). У 1840-х ймовірно працював у Станиславові (нині — Івано-Франківськ). Помер, імовірно, в 1854 або 1855 році. Син Адольф Маркль (пом. 1890) також був архітектором.